# Phu Quoc Ridgeback

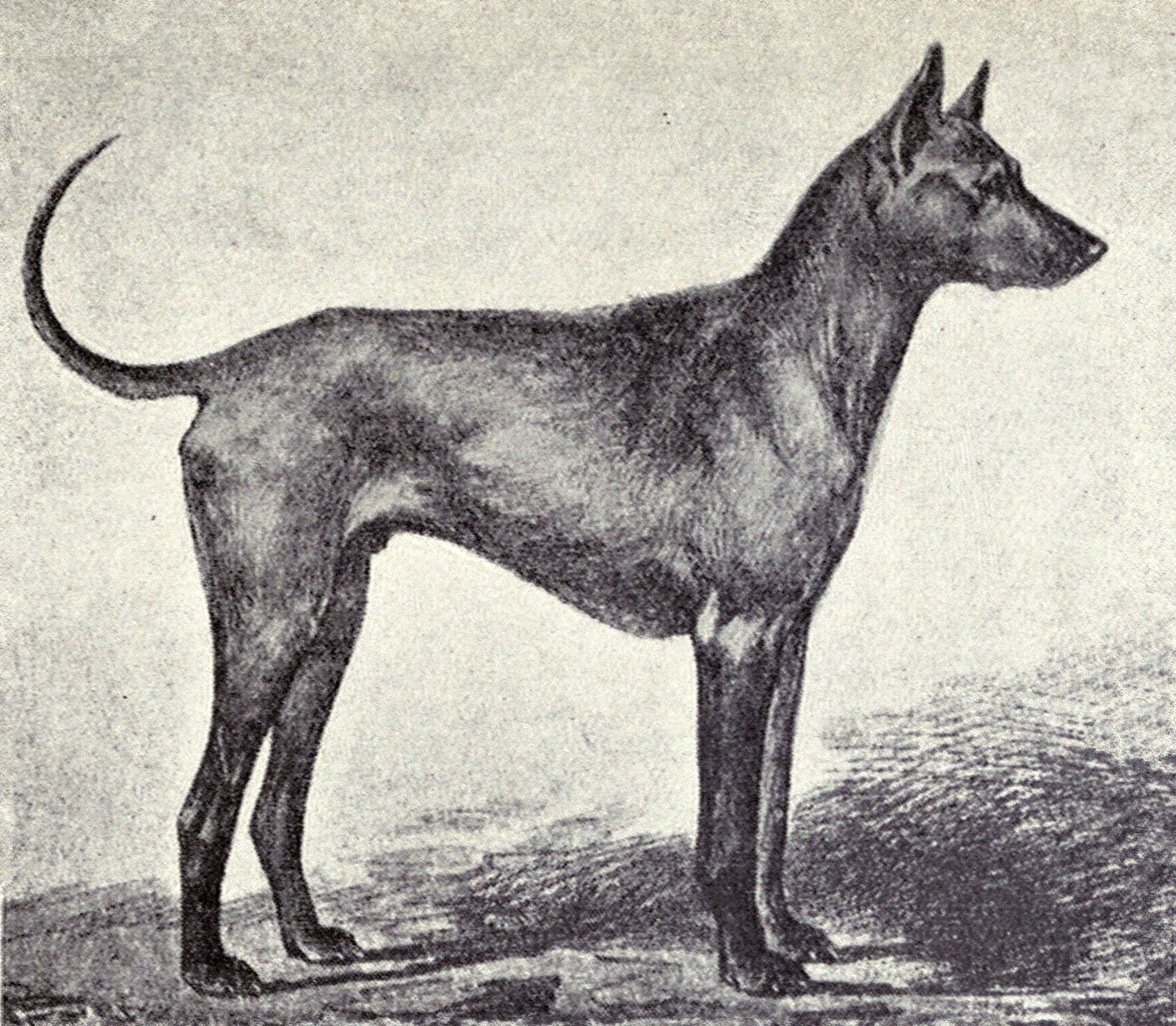
Phu Quoc Ridgeback intorno al 1915, allora noto come il levriero di Phu-Quoc

Esemplificazione dei VI gradi del Sinus dermoide tipico delle razze ridgeback

Tipi di ridgeback

Il Phu Quoc Ridgeback è una razza di cane dell'isola di Phú Quốc nella provincia di Kiên Giang, nel Vietnam meridionale. È una delle tre razze ridgeback,  le altre sono il Rhodesian Ridgeback e il Thai Ridgeback. Non è riconosciuto dalla Fédération Cynologique Internationale o da qualsiasi altro grande club cinofilo. È considerata una delle razze di cane più rare al mondo, si stimano solo 800 esemplari.
Il Phu Quoc Ridgeback è una delle quattro specie di cani vietnamite.

## Storia
Fu un funzionario del governo coloniale francese nel Vietnam meridionale, la prima persona che ha fatto conoscere la razza portandolo a Parigi nel 1886.
Un Phu Quoc Ridgeback ha vinto la mostra canina di Hanoi nel 2013.
La razza è stata selezionata come mascotte per l'annuale Nguyen Hue Flower Street del 2018 a Ho Chi Minh City, a simboleggiare l'anno lunare del cane secondo lo zodiaco vietnamita.
La Fédération Cynologique Internationale (FCI) riconosce solo le altre due razze che sono con il ridgeback il Rhodesian Ridgeback e il Thai Ridgeback.

## Caratteristiche
La razza frequentemente presenta interamente o in parte la lingua blu; ed inoltre presente caratteristiche zampe palmate. È un cane che corre veloce, nuota bene grazie alle zampe palmate e può seguire una pista calda o fredda.
Analisi genomiche hanno mostrato che i cani Phu Quoc Ridgeback hanno una stretta correlazione con i cani originari dell'Asia orientale (Cina, Giappone e Corea).
Comunemente si pensa che il Phu Quoc ridgeback derivi dal Thai Ridgeback tailandese; ma recenti ricerche antropometriche del 2019 lo differenziano alquanto da quest'ultimo. Infatti esso mostra una corporatura più piccola e un peso inferiore al Thai Ridgeback thailandese e al Rhodesian Ridgeback africano.
Il Phu quoc tailandese è maggiormente affine, secondo un'analisi genetica, al cane Pungsan coreano.